# Калинівський експериментальний завод по фракціонуванню олії та жирів
Калинівський експериментальний завод по фракціонуванню олії та жирів — підприємство харчової промисловості у місті Калинівка, Вінницька область, Україна.

## Історія
Будівництво лінії Київ-Одеса і початок в 1871 році руху поїздів сприяли розвитку промисловості в містечку Калинівка, Вінницький повіт, Подільська губернія, через яке пройшла залізниця.
Уже в кінці XIX століття тут діяв винокурний завод.
Після початку Першої світової війни влітку 1914 року становище підприємства ускладнилося у зв'язку з введенням в Російській імперії обмежень на виробництво етилового спирту і заборони на торгівлю спиртними напоями.

### 1918—1991
На початку березня 1918 року Калинівку зайняли австро-німецькі війська (які залишалися тут до листопада 1918 року). Надалі поселення опинилося в зоні бойових дій часів перших визвольних змагань. 20 червня 1920 року частини 14-ї армії РСЧА зайняли Калинівку, почалося відновлення спиртзаводу (обладнання якого виведено з ладу і не функціонувало)
У 1922 році відновлений спиртовий завод дав першу продукцію — 600 декалітрів спирту.
Після того, як в 1923 році Калинівка стала районним центром, розвиток промисловості активізувався. В ході індустріалізації СРСР спиртзавод був розширений — і, після завершення реконструкції в 1930-х роках, його потужність в 15 разів перевищила дореволюційну. На початку 1941 року він виготовляв 2 тис. літрів спирту-сирцю на добу.
Після початку Німецько-радянської війни 22 липня 1941 року Калинівка була окупована німецькими військами. З наближенням до селища лінії фронту в березні 1944 року всі промислові підприємства селища (а також спиртзавод) були зруйновані, але після закінчення бойових дій почалося їх відновлення (яке тривало і після війни згідно з четвертим п'ятирічним планом щодо розвитку національної економіки СРСР).
У 1948 році завод відновив передвоєнний обсяг виробництва (2500 декалітрів спирту на добу), а до кінця 1958 року потужність заводу була збільшена до 6 тис. декалітрів спирту на добу.
У 1960-ті роки завод був оснащений новим технологічним обладнанням і перейшов на виробництво спирту-ректифікату, в експлуатацію було введено два нові цехи (дріжджовий і вуглекислотний).
Станом на початок 1972 року спиртзавод був другим найбільшим підприємством Калинівки (після машинобудівного заводу).
Загалом, за радянських часів завод входив до числа найбільших підприємств міста.

### Після 1991
Після створення в червні 1996 року державного концерну спиртової та лікеро-горілчаної промисловості «Укрспирт», завод був переданий у відання концерну «Укрспирт».
У січні 2000 року Кабінет міністрів України дозволив заводу виробництво компонентів для моторного палива, в липні 2000 року була затверджена державна програма «Етанол», яка передбачала розширення використання етилового спирту як енергоносія, разом з іншими державними спиртзаводами завод був включений в перелік виконавців цієї програми.
У 2003 році завод зупинив виробничу діяльність і за позовом комерційного банку «Еталон» щодо підприємства було порушено справу про банкрутство.
У серпні 2010 року за рішенням міністерства аграрної політики України частину виробничого обладнання заводу була демонтована і передана на Овечацький спиртовий завод
22 серпня 2018 року на заводі була пожежа.